# Bagulalok
A bagulalok vagy bagvalik, kvanadák, kvanadik (önelnevezésük багвал / bagval, багвалал / bagvalal) a Kaukázusban, Oroszország, azon belül a Dagesztáni Köztársaság déli részén, az Andi folyó mellékén élő, szunnita muszlim vallású kis avar népcsoport. Számuk mindössze 5 ezer főre tehető (2000), Cumandin és Ahvah kerület hat településén élnek.

## Nyelvük
Nyelvük, az írásbeliséggel nem rendelkező és csak az otthonokban beszélt, a kaukázusi nyelvek nah-dagesztáni, annak is dagesztáni ágához tartozó bagval nyelv.

## Történetük
Az állattartással foglalkozó bagulalok a 16–18. században az Avar Kánság fennhatósága alá tartoztak, később sajátos politikai-katonai egységekbe (kjoki-abi) szerveződtek, s a szomszédos népekkel harcoltak a legelők birtoklásáért.